# Asialeyrodes maesae
Asialeyrodes maesae là một loài côn trùng cánh nửa trong họ Aleyrodidae, phân họ Aleyrodinae.
Asialeyrodes maesae được Takahashi miêu tả khoa học đầu tiên năm 1934.